# Batalló Lincoln
El Batalló Lincoln o Batalló Abraham Lincoln fou la unitat militar que agrupà el més alt nombre de voluntaris nord-americans durant la Guerra Civil espanyola. Fou assignat a la XV Brigada Internacional i participà en les més dures batalles del conflicte, en les quals les tropes del Batalló foren utilitzades com a tropes de xoc, motiu pel qual se li calculen entre 1.000 i 1.500 baixes.
Cal no confondre el nom d'aquesta unitat militar amb la denominació "Abraham Lincoln Brigade", que en la terminologia nord-americana agrupa tots els voluntaris nord-americans en el conflicte, independentment de la unitat on lluitessin.

## Gestació de la unitat
La postura oficial del govern dels Estats Units, pel que fa al conflicte espanyol, era oficialment neutral, afectat per les notícies de la persecució religiosa a la que estava sotmesa l'Església pels partits extremistes que conformaven l'entramat de la República espanyola.
Diferent actitud va ser la d'altres sectors de la població, ràpidament involucrats en la col·lecta de diners al principi, però que en veure que el conflicte s'allargava, també van dedicar els seus esforços en la recollida de material mèdic, queviures i estris diversos. El "Comitè nord-americà d'Ajuda a la Democràcia Espanyola", del que formaven part destacades personalitats del món cultural d'aquell país, com Upton Sinclair, Theodor Dreiser, Martha Gellhorn, Sinclair Lewis o Dorothy Parker, va reunir en set setmanes la quantitat de 100.000 dòlars. El maig del 1937 el comitè disposava de 25 persones amb plena dedicació a la seva oficina nacional i tenia sucursals a 131 ciutats.
El comitè organitzador tenia les seves oficines a Nova York, en el pis novè de l'edifici que ocupava el Comitè Central del Partit Comunista dels Estats Units (PCUSA), prop de la Union Square, cèlebre per la quantitat de mítings i actes polítics que es van celebrar allí durant els anys de la depressió i que era coneguda com la "Plaça Roja". Entre els responsables del comitè es trobaven Fred Brown (nascut Alpi), representant del Komintern en el PCUSA, Earl Browder, secretari general del partit; Charles Krumbein, del Comitè Polític, o Bill Lawrence, qui més tard passaria a Albacete i amb posterioritat havia de ser secretari general del partit.
El fet que el PCUSA es bolqués organitzativament en la formació del Batalló Abraham Lincoln no vol dir, ni de bon tros, que només s'admetessin comunistes. Per contra, s'insistia que el "Lincoln" havia de representar l'aportació dels demòcrates nord-americans a l'esforç mundial per a combatre el feixisme a Espanya.
Sota la direcció militar de Allan Young, ex oficial de l'exèrcit dels Estats Units, els primers voluntaris feien instrucció a la nit en el Centre de Treballadors Ucraïnesos de Nova York. Els primers voluntaris eren gairebé tots de Nova York, però aviat va començar a arribar gent de Boston, Filadèlfia i de diferents punts de l'estat d'Ohio. El comitè els proporcionava 1,50 dòlars diaris per a despeses de manutenció, 10 dòlars perquè es traguessin el passaport (se'ls aconsellava que al·leguessin motius de sortida imaginaris) i, pròxima ja la partida cap a Espanya, 50 dòlars per a la compra d'equip. El comissari general de les Brigades internacionals, Luigi Longo, havia de sorprendre's gratament quan a l'arribar els nord-americans els va veure relativament ben equipats portant cascos i peces d'abrigar.
El primer contingent organitzat de 76 homes va salpar de Nova York el 26 de desembre de 1936 en "Normandie", amb passatges de tercera classe, i va arribar a Le Havre el dia d'Any Nou. El 2 de gener van sortir en ferrocarril de Le Havre a París. Després de passar per Perpinyà van arribar a Figueres, i van passar la nit al castell de Sant Ferran. L'endemà van prosseguir amb tren, via Barcelona i València, fins a Albacete.

## La formació del Batalló

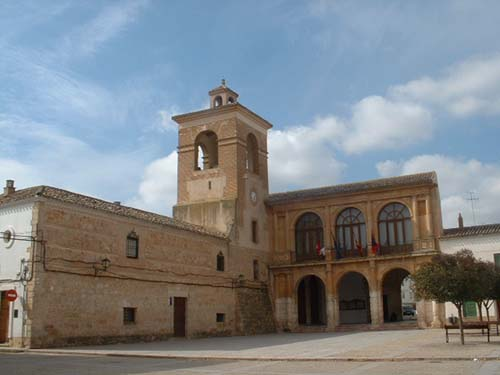
Ajuntament de Villanueva de la Jara

El primer contingent de nord-americans es va incorporar oficialment a les Brigades a Albacete el 8 de gener, a les 10 del matí, i gairebé immediatament després van ser enviats a Villanueva de la Jara, el lloc que tenien assignat, per a complir el seu període d'instrucció abans d'entrar en combat. El 31 de gener es constituïa oficialment el batalló.
Durant el següent any i mig un nombre de nord-americans que va poder oscil·lar entre 2.800 i 3.200 (la xifra precisa és un debat històric encara obert), van creuar els Pirineus des de França enmig de la foscor de la nit, per a ocultar-se dels gendarmes o dels agents del Comitè de No Intervenció, o van fer el viatge a Espanya des de Marsella per via marítima.
El 12 de febrer, el Batalló Lincoln, que durant tota la guerra havia de formar part de la XV Brigada Internacional, va rebre l'ordre de traslladar-se a Pinares de Pozorrubio, en la zona de concentració de les forces que es preparaven per a la batalla del Jarama, que havia de ser la primera acció ofensiva de la República. A pesar que se sabia que paral·lelament els nacionalistes posaven a punt una ofensiva en aquesta zona i, al dir del general Vicent Rojo Lluch en la seva obra España heroica, es va persistir en la idea de realitzar aquella maniobra, car es considerava imprescindible evitar el setge de la capital, que podia ser imminent.

## L'entrada en acció a El Jarama
El 15 de febrer uns camions van traslladar els Lincoln des de Villanueva de la Jara a Albacete, on van ser arengats per André Marty. El 16 de febrer, el Batalló ja ocupava el seu lloc en la reserva de la batalla del Jarama, i el 23 de febrer va rellevar les exhaustes forces espanyoles en la primera línia del front, davant el turó conegut per "El Pingarrón", que va començar a ser anomenat com el "turó del suïcidi" a causa de la gran quantitat de baixes que suposava el seu assalt.

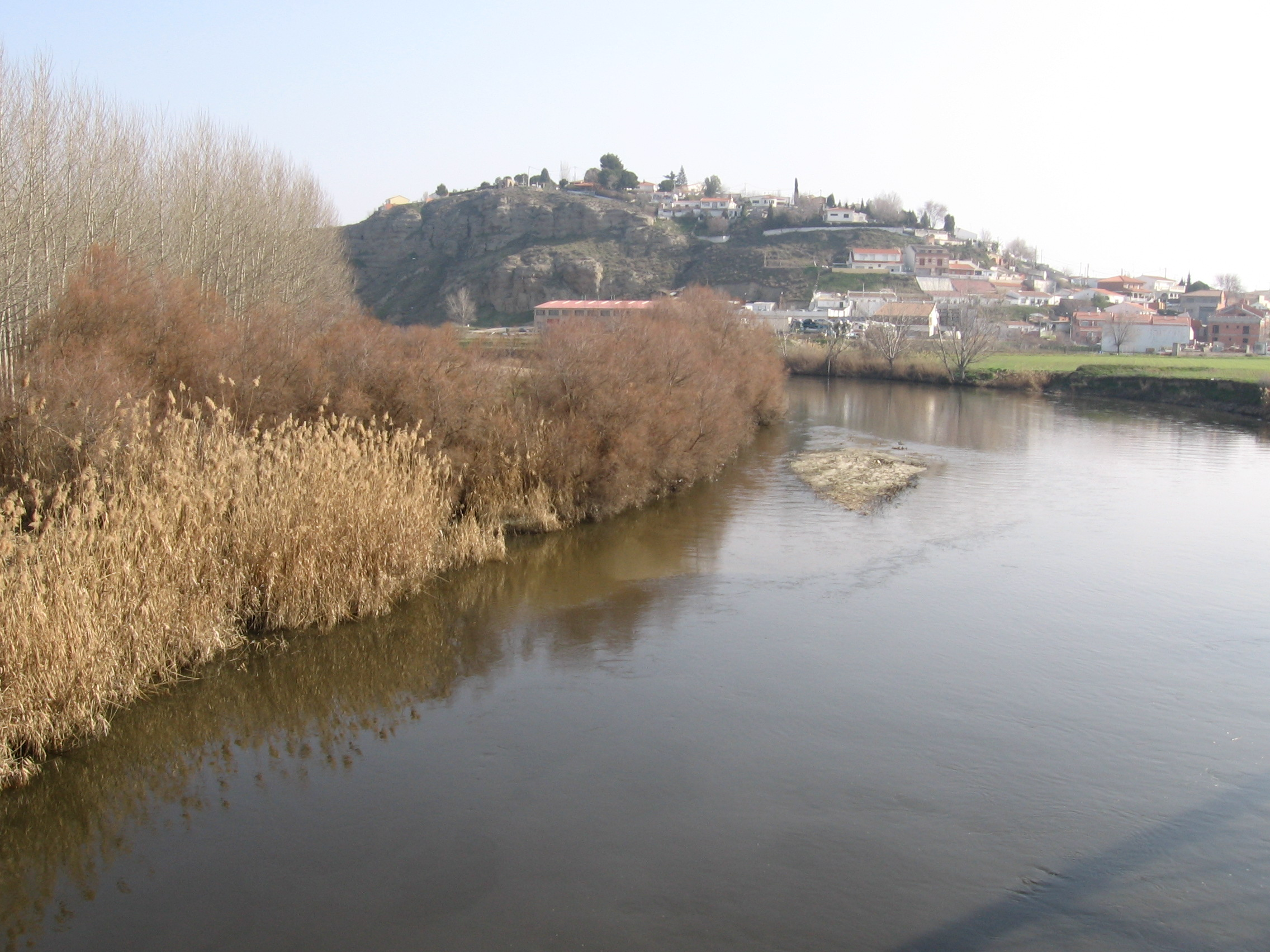
El riu Jarama, al seu pas pel poble de Titulcia

A les poques hores de prendre el relleu en les trinxeres de l'avantguarda, els Lincoln rebien l'ordre d'atacar. La seva primera acció va fracassar d'una manera sagnant, en part a causa de la manca de suport als flancs, però també per la inexperiència, car els homes s'agrupaven els uns amb els altres en lloc de desplegar-se. Van sofrir moltes pèrdues, fins al replegament cap a les posicions de partida, una vegada es va rebre l'ordre de retirada.
Aquella va ser "la nit trista" dels Lincoln, però no era res en comparació amb el que els esperava en la jornada del 27 de febrer. Per a aquest dia estava programat un atac de la infanteria en combinació amb una preparació artillera intensa i un atac de l'aviació republicana. El capità Merriman va rebre l'ordre d'atacar sense que finalment s'hagués produït l'atac artiller de suport ni que s'hagués vist l'aviació. Els senyals que es van posar amb tela blanca en la carretera per a orientar els avions, i que havien costat la vida a dos homes, entre ells el jove Bobby Pleek, de només 18 anys, no havien servit per a res.
Robert Hale Merriman, comandant del Batalló, va debatre telefònicament l'ordre amb el coronel Copic (i potser també amb el general de la Brigada, Gal) durant prop de dues hores. Finalment, se li van rebutjar les seves al·legacions, i se li va exigir que ataqués el turó d'"El Pingarrón" costés el que costés. Cap al migdia va conduir el batalló cap a les altures d'"El Pingarrón", però no es va aconseguir l'objectiu, a pesar dels 127 morts i els prop de 200 ferits que van sofrir els Lincoln. Entre els ferits hi havia el mateix Merriman, amb una ferida greu a l'espatlla.
Tanmateix, encara que "El Pingarrón" no hagués estat pres, l'objectiu estratègic general s'havia aconseguit i els nacionalistes semblaven haver renunciat al setge de Madrid des del sud. Les comunicacions amb València, seu del Govern, quedaven garantides i el front del Jarama va romandre molt tranquil durant la resta de la guerra.
A pesar que Merriman es va recuperar i es reincorporà a la batalla de Belchite, el desastre viscut al Jarama va afectar greument la moral del Batalló.

## La Batalla de Brunete
El juliol del 1937, el Batalló Lincoln lluitava al costat del Batalló George Washington a Brunete. Oliver Law, comandant de la unitat, fou mort en combat i Steve Nelson el substituí. Hi hagué tantes baixes, que el 14 de juliol les dues unitats es fusionaren. Mirko Markovicz, un nord-americà d'origen iugoslau, era nomenat nou comandant del Batalló Lincoln-Washington i Nelson passava a ser el seu comissari polític.

## La campanya d'Aragó. Belchite
L'agost del 1937, la unitat es reorganitzava. Robert Hale Merriman es convertia en cap d'estat major de la brigada i Hans Amlie, que s'havia recuperat de les ferides patides a Brunete, es convertia en comandant del Batalló Lincoln-Washington.
La pròxima acció essencial del Batalló tingué lloc durant l'ofensiva de l'Aragó a finals d'agost de 1937. La campanya començà amb un atac contra la ciutat de Quinto, on s'hagué de lluitar casa per casa i fer front als franctiradors que eren dins de l'església. Després de dos dies, els nord-americans aconseguien recuperar el poble de les mans franquistes. Aconseguiren, així mateix, la captura de gairebé mil presos.
El Batalló Lincoln-Washington es dirigí llavors cap a la població de Belchite. Una vegada més, els "lincolns" hagueren de fer front al foc de franctiradors. Robert Merriman ordenà assaltar l'església, on els defensors s'havien fet forts i en els assalts, els brigadistes nord-americans patiren nombroses víctimes, Nelson i Amlie foren ferits i hi trobaren la mort voluntaris com Wallace Burton, Henry Eaton i Samuel Levinger.
Durant l'ofensiva franquista a l'Aragó, que va començar el març del 1938, el Batalló fou destinat prop del poble de Batea, a la Terra Alta, per provar de fer front a l'imminent arribada de tropes franquistes a Casp. A mesura que l'ofensiva franquista s'anava apropant, els "lincolns" s'hagueren d'anar retirant al veure's sobrepassats per l'enemic, tot i que el Batalló no patí grans pèrdues, al no enfrontar-se directament amb les divisions franquistes excepte en situacions esporàdiques.
Al llarg dels primers dies d'abril el Batalló s'anà fragmentat, avançant per la Terra Alta amb escàs coneixement sobre els avenços que estaven realitzant els franquistes o cap a on es devien retirar. Segons la informació que els brigadistes reberen dels locals, Mora d'Ebre encara estava sota control republicà i era allà on s'havien de dirigir per arribar a posicions republicanes per després travessar el riu. El dia 2 d'abril, mentre el Batalló buscava un camí per poder arribar a Mora, foren sorpresos en algun punt entre Gandesa i Corbera d'Ebre per tropes franquistes que van causar pànic entre els brigadistes. Molts d'ells van ser morts o capturats en l'acte, entre ells Robert Merriman, el comandant del Batalló i David Doran, comissari de la brigada. Es creu que ambdós van ser afusellats a l'endemà, però el testimoni de Fausto Villar, soldat valencià que es trobava amb els "lincolns", indica que Merriman i Doran foren morts a Gandesa durant un atac franquista el 2 d'abril.
Fos com fos, aquell dia el Batalló perdria tota mena d'organització i cessaria d'existir temporalment, ja que al voltant de 200 homes del Batalló varen ser morts en l'acte o capturats i executats entre el 2 i 3 d'abril. A part d'aquesta xifra, 87 soldats més que foren fets presoners, es van aconseguir salvar de l'execució immediata i foren traslladats a Burgos, on passaren tota la guerra fins que foren alliberats al llarg del 1939.
Els supervivents van fugir sols o en petits grups fins a aconseguir trobar l'Ebre, on es van veure obligats a travessar el riu nedant.

## La batalla de l'Ebre

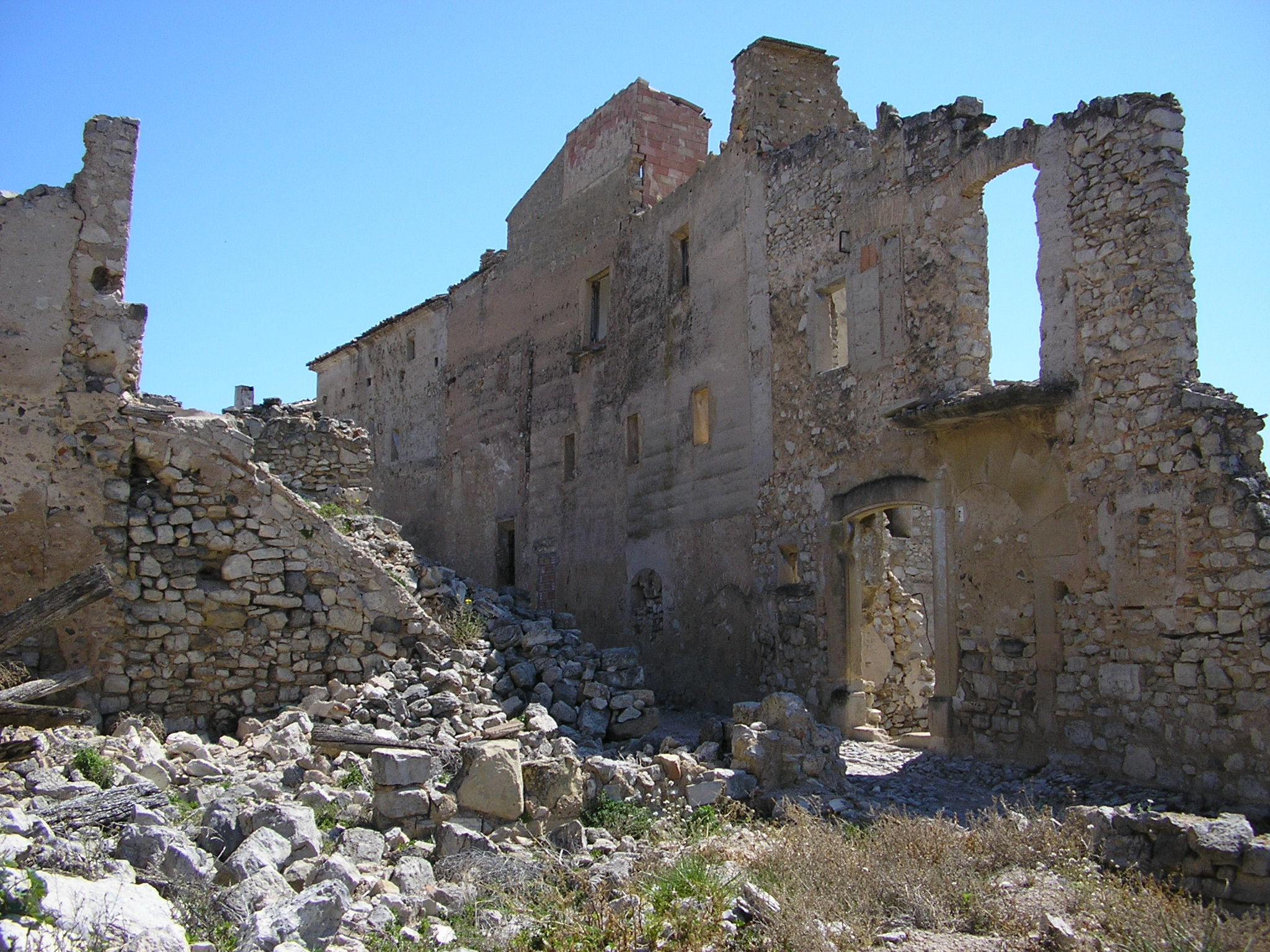
Vista parcial de Corbera d'Ebre, tal com va quedar després de la batalla.

Durant la Batalla de l'Ebre, la més ferotge i sagnant de la guerra, els quatre batallons de la XV Brigada Internacional, integrada en la 35a Divisió del XV Cos d'Exèrcit, van ser mobilitzats sense distinció entre els uns i els altres. Així, per exemple, la mítica defensa de la cota 666, la dugué a terme tant el Batalló Lincoln, com en altres moments l'Spanish, el British o el Mac-Paps. La cota 666 no va caure fins al dia 17 de novembre, més d'un mes des de la retirada dels fronts dels voluntaris nord-americans.
Recentment, l'associació cultural Lo Riu de la Fatarella ha pogut identificar els llocs de comandament tant de la XV Brigada com del Batalló durant la batalla de l'Ebre: a uns 300 metres de la carretera de Gandesa al Pinell de Brai i al crestall de la Serra de Pàndols, a pocs metres de la línia del front, respectivament.